# سو فار أواي (أغنية)
سو فار أواي أو بعيد جدا (بالإنجليزية: So Far Away)‏ هي أغنية لمنتج الموسيقي الهولندي مارتن غاركس والمنتج الموسيقي الفرنسي دافيد غيتا، وبغناء من الفنان البريطاني جيمي سكوت والمغنية الهولندي رومي ديا. تم إصدارها في 1 ديسمبر 2017 عبر ستمبد ركردز وتم كتابتها من قبل كل من سكوت وغاركس وغيتا وجورجيو توينفورت، تم عرض الأغنية لأول مرة خلال أداء لمارتن غاركس أثناء مهرجان تومورولاند 2017.